# 美勇伝 シングルベスト9 Vol.1 おまけつき
『美勇伝 シングルベスト9 Vol.1 おまけつき』（びゆうでん シングルベストナイン ボリュームワン おまけつき）は、美勇伝の2ndアルバム。2007年11月21日発売。

## 収録曲
1. FANTASY
作詞・作曲：つんく 編曲：鈴木Daichi秀行
2. じゃじゃ馬パラダイス
作詞・作曲：つんく 編曲：菊谷知樹
9thシングル
3. 恋する♡エンジェル♡ハート
作詞・作曲：つんく 編曲：山崎淳
8thシングル
4. 愛すクリ〜ムとMyプリン
作詞・作曲：つんく 編曲：大久保薫
7thシングル
5. 一切合切 あなたに§あ・げ・る♪
作詞・作曲：つんく 編曲：平田祥一郎
6thシングル
6. クレナイの季節
作詞・作曲：つんく 編曲：安部潤、平田祥一郎
5thシングル
7. ひとりじめ
作詞：三浦徳子 作曲：つんく 編曲：平田祥一郎
4thシングル
8. 紫陽花アイ愛物語
作詞：角田崇徳、斉藤未悠 作曲・編曲：角田崇徳
3rdシングル
9. カッチョイイゼ！JAPAN
作詞・作曲：つんく 編曲：鈴木Daichi秀行
2ndシングル
10. 恋のヌケガラ
作詞：湯川れいこ 作曲：はたけ 編曲：鈴木Daichi秀行
デビューシングル